# پایگاه اجتماعی

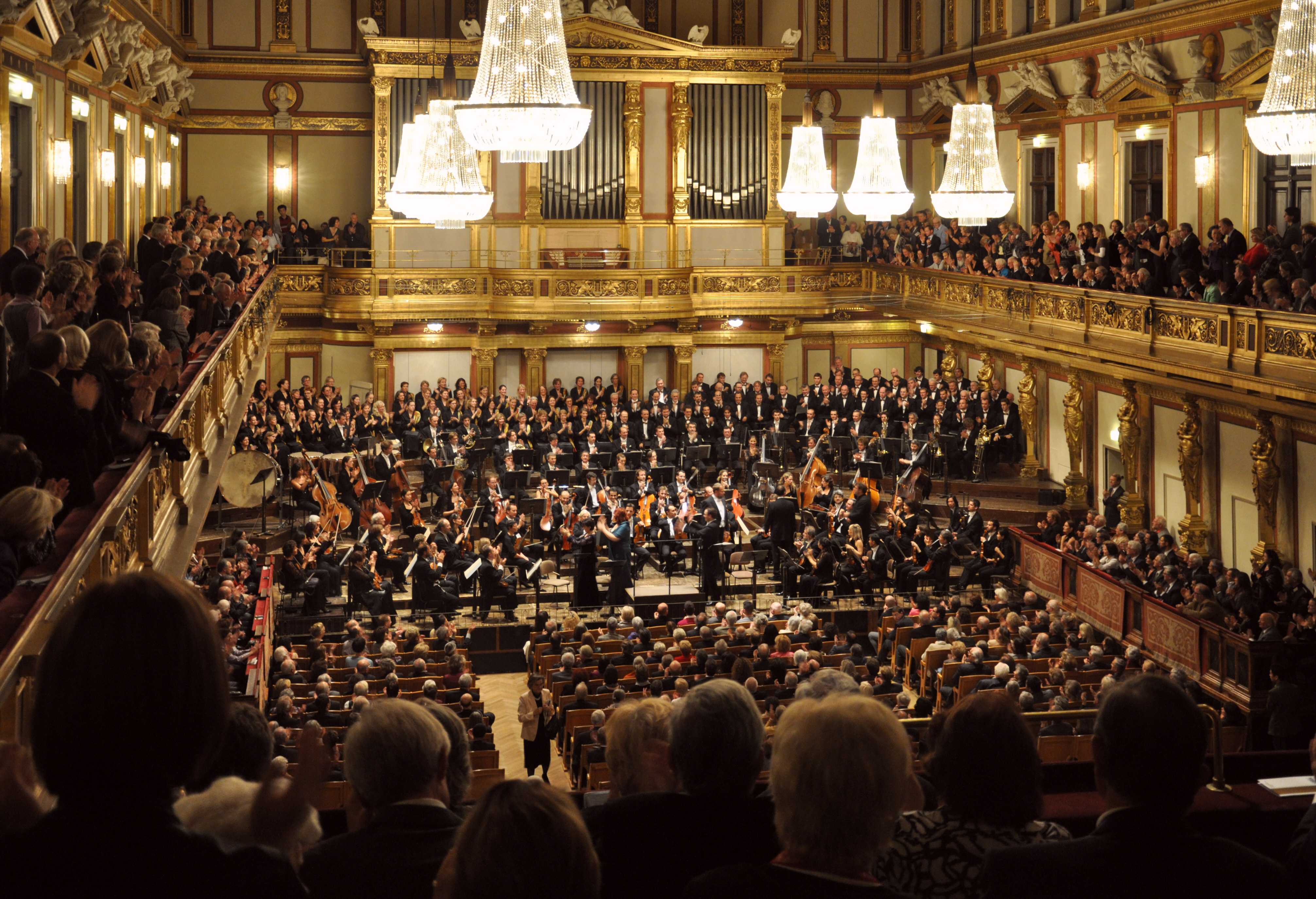
یک پایگاه اجتماعی

پایگاه اجتماعی (به انگلیسی: Social Status) اصطلاحی است که در جامعه‌شناسی و فلسفه سیاسی به تفاوت‌های میان احزاب و گروه‌های اجتماعی از نظر احترام یا اعتبار اجتماعی گفته می‌شود. پایگاه اجتماعی به ارزیابی‌های ذهنی افراد از اختلافات اجتماعی بستگی دارد و همیشه از درآمد و دارایی نشئت نمی‌گیرد. پایگاه به وسیلهٔ شیوه‌های گوناگون زندگی گروه‌ها تعیین می‌گردد. تمایز پایگاهی اغلب از تقسیمات طبقه‌ای مستقل است و احترام اجتماعی می‌تواند مثبت یا منفی باشد.
گروه‌های بلندپایه که دارای امتیازات مثبت هستند؛ همه گروه‌بندی‌هایی را در برمی‌گیرند که در نظم اجتماعی از اعتبار اجتماعی بالا برخوردارند. گروه‌های پاریا، گروه‌هایی دارای امتیازات منفی هستند و در معرض تبعیض قرار دارند. این گروه که پایگاه اجتماعی ضعیفی دارند؛ از بهره جستن از فرصت‌هایی که دیگران از آن بهره‌مندند؛ محروم مانده‌اند.
داشتن ثروت، معمولاً پایگاه والایی نصیب شخص می‌کند اما در شرایطی فقر ممکن است همراه با احترام باشد. در انگلستان و فرانسه، افرادی از خانواده‌های اشرافی حتی هنگامی که ثروتشان از دست رفته‌است، از احترام اجتماعی بسیاری برخوردارند. همچنین ممکن است افراد ثروتمند تازه‌به‌دوران‌رسیده پایگاه اجتماعی بالایی نداشته باشند و خانواده‌های ثروتمند قدیمی آن‌ها را تحقیر کنند.

### کتابشناسی
- فرامرز رفیع پور (۱۳۷۷)، آناتومی جامعه یا سنةالله: مقدمه‌ای بر جامعه‌شناسی کاربردی، تهران: انتشارات کاوه
- آنتونی گیدنز (۱۳۷۶)، جامعه‌شناسی، ترجمهٔ منوچهر صبوری، تهران: نشر نی، ص. ۲۳۸